# Gimle BBK
El Gimle BBK es un club noruego de baloncesto profesional de la ciudad de Bergen que compite en la BLNO, la máxima categoría del baloncesto en Noruega.
Disputas los encuentros en el Gimlehallen. El entrenador del equipo es Brent Hackman. Los colores del equipo son el rojo y el blanco.

## Palmarés
- 0 Ligas: